# Polaris (film, 2025)
Pour les articles homonymes, voir Polaris.
Pour plus de détails, voir Fiche technique et Distribution.
Polaris est un drame d'horreur psychologique américano-britannique écrit et réalisé par Lynne Ramsay, dont la date de sortie n'a pas été annoncée. 

## Synopsis
Dans l'Alaska du XIXe siècle, un photographe fait une rencontre avec le Diable qui va bouleverser sa vie.

## Fiche technique
- Titre original : Polaris
- Réalisation et scénario : Lynne Ramsay
- Montage : Joe Bini
- Production : Roy Lee, Christine Romero
- Pays de production :  États-Unis,  Royaume-Uni
- Langue originale : anglais
- Genres : horreur psychologique

## Distribution
- Joaquin Phoenix
- Rooney Mara

## Production

### Genèse et développement
Le 20 juin 2021, il est annoncé que Joaquin Phoenix et Rooney Mara feront partie de la distribution du prochain film de Lynne Ramsay intitulé Polaris. Le 19 août 2023, lors d'une interview pour Variety, Lynne Ramsay a déclaré que son prochain film a terminé sa production. Celle-ci a évoqué la possibilité de sortir le film sous le titre Dark Slides, avec Joaquin Phoenix dans le rôle d'un photographe.